# Доња Ловница (Завидовићи)
Доња Ловница је насељено мјесто у Босни и Херцеговини у општини Завидовићи које административно припада Федерацији Босне и Херцеговине. Према попису становништва из 1991. у насељу је живјело 2.465 становника.

## Становништво
| Националност       | 1991.          | 1981.          | 1971.          |
| Муслимани          | 1.645 (66,73%) | 1.360 (68,34%) | 1.085 (73,70%) |
| Срби               | 634 (25,72%)   | 468 (23,51%)   | 290 (19,70%)   |
| Хрвати             | 137 (5,55%)    | 108 (5,42%)    | 89 (6,04%)     |
| Југословени        | 34 (1,37%)     | 52 (2,61%)     | 0              |
| остали и непознато | 15 (0,60%)     | 2 (0,10%)      | 8 (0,54%)      |
| Укупно             | 2.465          | 1.990          | 1.472          |